# Estação Malabia - Osvaldo Pugliese
A Estação Malabia - Osvaldo Pugliese é uma das estações do Metro de Buenos Aires, situada em Buenos Aires, entre a Estação Ángel Gallardo e a Estação Dorrego. Faz parte da Linha B.
Foi inaugurada em 17 de outubro de 1930. Localiza-se no cruzamento da Avenida Corrientes com a Rua Malabia. Atende o bairro de Villa Crespo.
Originalmente a estação se denominava Canning.

## Decoração
A estação tem na plataforma sul um mural realizado por Luz Zorroaquín em 1991, chamado Metamorfosis: de flor a tornillo, que não consta na base de dados de moral oficial.